# Championnat sud-américain de football de 1935
Navigation
Argentine 1929 Argentine 1937
Le Championnat sud-américain de football de 1935 est la treizième édition du championnat sud-américain de football des nations, connu comme la Copa América depuis 1975, qui a eu lieu à Lima au Pérou du 6 au 27 janvier 1935.
Après la finale de la Coupe du monde de football 1930 qui voit l'Uruguay battre l'Argentine (4-2), cette dernière cesse toute collaboration footballistique avec son voisin, déclarant que les Uruguayens ont instauré un mauvais climat autour de cette finale. De ce fait, il n'y a plus de Copa América pendant six ans, avant cette nouvelle édition qui, pour calmer les esprits, ne décerne aucun trophée.
Les pays participants furent l'Argentine, le Chili, le Pérou et l'Uruguay.
Cette édition sert également d'éliminatoires pour le tournoi de football aux Jeux olympiques d'été de 1936.

## Résultats

### Classement final
Les quatre équipes participantes sont réunies au sein d'une poule unique où chaque formation rencontre une fois ses adversaires. À l'issue des rencontres, l'équipe classée première remporte la compétition.
|   | Équipe    | Pts | J | G | N | P | BP | BC | Diff |
| - | --------- | --- | - | - | - | - | -- | -- | ---- |
| 1 | Uruguay   | 6   | 3 | 3 | 0 | 0 | 6  | 1  | +5   |
| 2 | Argentine | 4   | 3 | 2 | 0 | 1 | 8  | 5  | +3   |
| 3 | Pérou     | 2   | 3 | 1 | 0 | 2 | 2  | 5  | -3   |
| 4 | Chili     | 0   | 3 | 0 | 0 | 3 | 2  | 7  | -5   |

| 6 janvier  | Argentine | 4 | 1 | Chili     |
| 13 janvier | Uruguay   | 1 | 0 | Pérou     |
| 18 janvier | Uruguay   | 2 | 1 | Chili     |
| 20 janvier | Argentine | 4 | 1 | Pérou     |
| 26 janvier | Pérou     | 1 | 0 | Chili     |
| 27 janvier | Uruguay   | 3 | 0 | Argentine |

### Matchs
| 6 janvier 1935 | Argentine                                             | 4 – 1 | Chili      | Estadio Nacional (Lima)                               |                                                       |
| | Lauri 28e · Arrieta 49e · García 57e · Masantonio 71e | (1 - 1) | Carmona 8e | Spectateurs : 25 000 Arbitrage : Miguel Serra Hurtado | Spectateurs : 25 000 Arbitrage : Miguel Serra Hurtado |
| Bello - Wilson, Scarcella - De Jonge, Minella, De Mare ( 45e Pajoni) - Lauri, Sastre, Masantonio, Zito ( 46e García), Arrieta | Équipes                                               | R. Cortés - Welch, A. Cortés - Gornall, Riveros, Araneda - Aranda, Giudice, Carmona ( 46e Sorrel), Vidal, Avilés |            | Spectateurs : 25 000 Arbitrage : Miguel Serra Hurtado | Spectateurs : 25 000 Arbitrage : Miguel Serra Hurtado |

| 13 janvier 1935 | Uruguay       | 1 – 0 | Pérou | Estadio Nacional (Lima)                             |                                                     |
| | H. Castro 80e | (0 - 0) |       | Spectateurs : 25 000 Arbitrage : Humberto Reginatto | Spectateurs : 25 000 Arbitrage : Humberto Reginatto |
| Ballestrero - Nasazzi, Muñiz - Zunino, L. Fernández, Denis - Píriz ( 46e Taboada), Ciocca, H. Castro, E. Fernández, B. Castro | Équipes       | Valdivieso - León, A. Fernández - Denegri, Arce, D. García - Lavalle, Villanueva, T. Fernández, Tovar ( Nué), Morales |       | Spectateurs : 25 000 Arbitrage : Humberto Reginatto | Spectateurs : 25 000 Arbitrage : Humberto Reginatto |

| 18 janvier 1935 | Uruguay         | 2 – 1 | Chili       | Estadio Nacional (Lima)                             |                                                     |
| | Ciocca 33e, 55e | (1 - 0) | Giudice 54e | Spectateurs : 13 000 Arbitrage : José Artemio Serra | Spectateurs : 13 000 Arbitrage : José Artemio Serra |
| Ballestrero ( 35e Macchiavello) - Nasazzi ( 46e Olivera), Muñiz - Zunino, L. Fernández, Pérez ( 43e Denis) - Píriz ( 46e Taboada), Ciocca, H. Castro, E. Fernández, B. Castro | Équipes         | R. Cortés ( Azzerman) - Welch, A. Cortés - Gornall, Riveros ( Torres), Araneda - Aranda, Giudice, Carmona, Vidal, Avendaño |             | Spectateurs : 13 000 Arbitrage : José Artemio Serra | Spectateurs : 13 000 Arbitrage : José Artemio Serra |

| 20 janvier 1935                                                                                     | Argentine                             | 4 – 1 | Pérou           | Estadio Nacional (Lima)                      |                                              |
| | Masantonio 10e, 61e, 81e · García 50e | (1 - 1) | T. Fernández 2e | Spectateurs : 21 000 Arbitrage : César Pioli | Spectateurs : 21 000 Arbitrage : César Pioli |
| Bello - Wilson, Scarcella - De Jonge, Minella, De Mare - Lauri, Sastre, Masantonio, García, Arrieta | Équipes                               | Valdivieso - León ( De las Casas), A. Fernández - Denegri ( Rivero), Arce, D. García - Lavalle, Villanueva, T. Fernández ( 13e Góngora), Alcalde, Morales |                 | Spectateurs : 21 000 Arbitrage : César Pioli | Spectateurs : 21 000 Arbitrage : César Pioli |

| 26 janvier 1935 | Pérou          | 1 – 0 | Chili | Estadio Nacional (Lima)                        |                                                |
| | Montellanos 5e | (1 - 0) |       | Spectateurs : 12 000 Arbitrage : Eduardo Forte | Spectateurs : 12 000 Arbitrage : Eduardo Forte |
| Valdivieso - León, A. Fernández - Denegri, Arce ( E. García), D. García - Lavalle ( Pacheco), Villanueva, T. Fernández, Tovar ( Montellanos), Morales | Équipes        | R. Cortés - Welch ( Vargas), A. Cortés - Gornall, Torres, Araneda - Aranda, Giudice, Carmona, Vidal, Avendaño ( Schneberger) |       | Spectateurs : 12 000 Arbitrage : Eduardo Forte | Spectateurs : 12 000 Arbitrage : Eduardo Forte |

| 27 janvier 1935 | Uruguay                               | 3 – 0 | Argentine | Estadio Nacional (Lima)                             |                                                     |
| | Castro 18e · Taboada 28e · Ciocca 36e | (3 - 0) |           | Spectateurs : 30 000 Arbitrage : Humberto Reginatto | Spectateurs : 30 000 Arbitrage : Humberto Reginatto |
| Ballestrero - Nasazzi, Muñiz - Zunino ( 75e Denis), L. Fernández, Pérez - Taboada, Ciocca, H. Castro, E. Fernández, B. Castro | Équipes                               | Bello ( 25e Gualco) - Wilson, Scarcella - De Jonge, Minella, De Mare ( 31e Sbarra) - Lauri, Sastre, Masantonio, García ( 29e Zito), Arrieta |           | Spectateurs : 30 000 Arbitrage : Humberto Reginatto | Spectateurs : 30 000 Arbitrage : Humberto Reginatto |

| Championnat sud-américain de football de 1935 - Vainqueur Uruguay 7e titre |

## Classement des buteurs
4 buts
- Herminio Masantonio

3 buts
- Aníbal Ciocca

2 buts
- Diego García
- Héctor Castro

1 but
- Antonio Arrieta
- Miguel Angel Lauri
- Arturo Carmona
- Carlos Giudice
- Teodoro Fernández
- Alberto Montellanos
- José Taboada